# إنريكي باليستيروس
إنريكي باليستيروس (بالإسبانية: Enrique Ballesteros) (18 يناير 1905 في كولونيا ديل ساكرامينتو، الأوروغواي – 11 أكتوبر 1969 في مونتيفيديو ، الأوروغواي) لاعب كرة قدم أوروغواياني كان يجيد اللعب في مركز حارس مرمى ساهم في تتويج منتخب بلاده ببطولة كأس العالم الأولى سنة 1930 .
حقق باليستيروس بطولة دوري الدرجة الممتازة 4 مرات منها مرة مع نادي رامبلا جونيورز (1927) و 3 مرات مع نادي بينارول (1935 ، 1936 ، 1937) .
لعب باليستيروس 17 مباراة دولية مع منتخب الأوروغواي من 1930 إلى 1937 وساهم بالفوز ببطولة كأس العالم و كأس أمريكا الجنوبية 1935 .

## وصلات خارجية
- إنريكي باليستيروس على موقع الاتحاد الدولي (مؤرشف)  (الإنجليزية)
- إنريكي باليستيروس على موقع قاعدة بيانات كرة القدم.إي يو (الإنجليزية)
- إنريكي باليستيروس على موقع ناشيونال فوتبول تيمز (الإنجليزية)
- إنريكي باليستيروس على موقع عالم كرة القدم.نت (الإنجليزية)